# Przekładnia transformatora
Przekładnia transformatora – liczba określająca stosunek liczby zwojów uzwojenia pierwotnego do liczby zwojów uzwojenia wtórnego (przekładnia zwojowa) lub stosunek napięcia pierwotnego do napięcia wtórnego (przekładnia napięciowa).

## Przekładnia zwojowa
Przekładnią zwojową transformatora nazywamy stosunek liczby zwojów uzwojenia pierwotnego do liczby zwojów uzwojenia wtórnego. Przekładnię tą oznaczamy najczęściej literą grecką {\displaystyle \eta } lub {\displaystyle \vartheta _{z}}:
{\displaystyle \vartheta _{z}={\frac {z_{1}}{z_{2}}},}
gdzie:
{\displaystyle z_{1}} – liczba zwojów uzwojenia pierwotnego,
{\displaystyle z_{2}} – liczba zwojów uzwojenia wtórnego.
Uwzględniając wzory na napięcia indukowane w uzwojeniach pierwotnym i wtórnym:
{\displaystyle U_{i1}={\frac {\omega z_{1}\phi }{\sqrt {2}}}={\frac {2\pi fz_{1}\phi }{\sqrt {2}}}=4{,}44fz_{1}\phi ,}
{\displaystyle U_{i2}={\frac {\omega z_{2}\phi }{\sqrt {2}}}={\frac {2\pi fz_{2}\phi }{\sqrt {2}}}=4{,}44fz_{2}\phi ,}
dla transformatorów jednofazowych przyjmujemy, że:
{\displaystyle \vartheta _{z}={\frac {z_{1}}{z_{2}}}={\frac {U_{i1}}{U_{i2}}},}
gdzie:
{\displaystyle z_{1}} – liczba zwojów uzwojenia pierwotnego,
{\displaystyle z_{2}} – liczba zwojów uzwojenia wtórnego,
{\displaystyle U_{i1}} – Wartość skuteczna napięcia sinusoidalnego indukowanego w uzwojeniu pierwotnym,
{\displaystyle U_{i2}} – wartość skuteczna napięcia sinusoidalnego indukowanego w uzwojeniu wtórnym,
{\displaystyle \omega } – pulsacja napięcia,
{\displaystyle f} – częstotliwość napięcia,
{\displaystyle \phi } – strumień główny.

## Przekładnia napięciowa
Przekładnią napięciową transformatora nazywamy stosunek napięć występującego w stanie jałowym na zaciskach obu uzwojeń. Stosunek ten określa zdolność do zmiany wartości napięcia przez transformator. Przekładnię napięciową oznaczamy najczęściej literą grecką {\displaystyle \vartheta _{u}} lub literą {\displaystyle K}:
{\displaystyle \vartheta _{u}={\frac {U_{1}}{U_{2}}},}
gdzie:
{\displaystyle U_{1}} – napięcie występujące na zaciskach uzwojenia pierwotnego w stanie jałowym,
{\displaystyle U_{2}} – napięcie występujące na zaciskach uzwojenia wtórnego w stanie jałowym.

## Stosunek przekładni zwojowej i napięciowej
Jeśli pominiemy spadki napięcia występujące na rezystancjach uzwojeń oraz fakt istnienia strumieni rozproszenia фs, które powodują spadki napięcia na reaktancjach rozproszenia Xs to otrzymamy stosunek:
{\displaystyle {\frac {U_{1}}{U_{2}}}\approx {\frac {z_{1}}{z_{2}}},}
czyli:
{\displaystyle \vartheta _{u}\approx \vartheta _{z}.}

## Stosunek natężeń prądów płynących w uzwojeniach transformatora
Przybliżony stosunek wartości natężenia prądów płynących w uzwojeniach transformatora, przy pominięciu strat mocy czynnej i biernej wynosi:
{\displaystyle {\frac {z_{1}}{z_{2}}}\approx {\frac {U_{1}}{U_{2}}}\approx {\frac {I_{2}}{I_{1}}},}
ponieważ przyjęliśmy, że:
{\displaystyle S_{1}\approx S_{2}}
{\displaystyle S_{1}=U_{1}*I_{1}} oraz {\displaystyle S_{2}=U_{2}*I_{2},}
gdzie:
{\displaystyle U_{1}} – napięcie występujące na zaciskach uzwojenia pierwotnego w stanie jałowym,
{\displaystyle U_{2}} – napięcie występujące na zaciskach uzwojenia wtórnego w stanie jałowym,
{\displaystyle I_{1}} – prąd występujący w uzwojeniu pierwotnym,
{\displaystyle I_{2}} – prąd występujący w uzwojeniu wtórnym,
{\displaystyle S} – moc pozorna.
Wynika z tego, że w uzwojeniu górnym (o wyższym napięciu) płynie prąd o mniejszej wartości niż w uzwojeniu dolnym (o niższym napięciu).